# Skunk velký
Skunk velký (Conepatus chinga), nazývaný také skunk hnědý či skunk horský, je šelma z čeledi skunkovití (Mephitidae) přirozeně se vyskytující v mírných oblastech Jižní Ameriky.

## Popis
Tito skunci dorůstají délky přibližně 46 až 90 cm, samice bývají menší. Hmotnost se pohybuje okolo 2300 až 4500 g. Srst je černá se dvěma bílými pruhy sahajícími od krku až k převážně bílému ocasu. Na obličeji bílá kresba chybí.

## Rozšíření a habitat
Skunk velký se přirozeně vyskytuje v Chile, Peru, v severní Argentině, v Bolívii, Paraguayi, Uruguayi a v jižní Brazílii. Žije v mírných klimatických oblastech v otevřené krajině. Preferuje oblasti s otevřenou vegetací, keřovité lesy a skalnaté svažité oblasti.

## Ekologie a chování
Tito skunci obvykle žijí samotářsky a páry tvoří pouze v období páření. Potravu přijímají především v noci. Jsou všežraví, živí se ptáky, malými savci, vajíčky, hmyzem, listy i ovocem. Morfologie zubů se liší od většiny savců a jejich zuby jsou přizpůsobeny všežravé stravě.

## Ochrana
Podle Červeného seznamu IUCN patří k málo dotčeným taxonům. Hlavními hrozbami jsou zvýšené ničení a fragmentace jejich přirozených stanovišť v důsledku nadměrné pastvy a dalšího využívání krajiny. Důležitým aspektem jsou také silnice, kdy na nich dochází k usmrcení těchto zvířat. Kvůli ničení jeho přirozených stanovišť začali tito skunci vyhledávat nové lokality poblíž lidských sídel.